# Guillem Sala
Guillem Sala (Barcelona, 1974) és professor de sociologia a la Universitat Autònoma de Barcelona i escriptor. Es va donar a conèixer amb el text de narrativa infantil i juvenil Heu vist passar en Puça amb bicicleta? (2004). Dos anys més tard, el 2006, guanyava el Premi Documenta de narrativa amb Imagina un carrer.
El 2019, ha publicat La fuga de l'home cranc. i el 2020 El càstig. Un dels aspectes més destacats d'aquesta darrera novel·la és l'ús que fa del llenguatge, alternant el català i castellà entre els seus personatges.